# やびくかりん
やびく かりん（9月8日 - )は、日本の声優、ナレーター。沖縄県那覇市出身。
所属事務所はキャラを経て、現在はフリーランスとして活動している。

## 出演
メインキャラクターは太字で示す。

### テレビアニメ
- はいたい七葉（喜屋武心七[1]）

### 吹き替え
- 結婚って、幸せですか（ウェン・ユーモン）

### テレビ
- 週刊キングスTV（ナレーション）
- HYゴーゴーゴーヤー（ナレーション）
- 琉球トラウマナイト リアルストーリー2025 (出演)

### ゲーム
- 魔神少女 エピソード2 -願いへの代価-（ジズー・オリンピア[2]）
- 魔神少女 エピソード3 -勇者と愚者-（ジズー・オリンピア[3]）
- ブレイブダンジョン（ジズー）

### CM
- サンエーペイデイセール
- カラオケ本舗まねきねこ
- 動物病院22時
- 沖縄海邦銀行
- ユニホームのトーエイ
- 千代田ブライダル
- 琉球菓子処 琉宮
- カーベル
- 金功重機（CMソング、ナレーション）
- ユインチホテル
- 波の上わくわくキッズランド
- 沖縄食糧
- ホカマホーム（CMソング、ナレーション）
- 大同火災

### キャラクター
- 沖縄タイムス（ワラビー）

### キャラクターソング
- 与那原町つなひきかちゃん「つなひきかちゃんテーマソング」

### ラジオ
- FM沖縄「沖縄海邦銀行プレゼンツ はいたーい ここなだよ〜」（パーソナリティ）
- タイフーンfm「キャンプる～ニュース7」（パーソナリティ）

### イベントMC
- 海洋博公園 アニソンの日
- いとまんピースフルイルミネーション
- 西崎祭
- しおざき祭
- The　Blue E.A.R.T.H vol3 onnnason
- HYゴーゴーゴーヤー 番組放送500回記念ファンミーティング